# Віргес
Віргес (нім. Wirges) — місто в Німеччині, розташоване в землі Рейнланд-Пфальц. Входить до складу району Вестервальд. Центр об'єднання громад Віргес.
Площа — 10,13 км2. Населення становить 5474 ос. (станом на 31 грудня 2020).